# Bloomfield (Iowa)
Bloomfield – miasto w Stanach Zjednoczonych, w południowej części stanu Iowa. W mieście znajduje się siedziba hrabstwie Davis.

## Demografia
W 2000 liczyło 2601 mieszkańców. W 2023 liczba mieszkańców wzrosła do 2772 osób, a gęstość zaludnienia przekroczyła 465 osób/km².

## Klimat
Miasto leży w strefie  klimatu wilgotnego klimatu kontynentalnego z gorącym latem, należącego według klasyfikacji Köppena do strefy Dfa. Średnia temperatura roczna wynosi +10,7°C, a opady 919,5 mm (w tym do 67,1 cm opadów śniegu). Średnia temperatura najcieplejszego miesiąca - lipca wynosi +24,5°C, natomiast najzimniejszego –4,9°C. Najniższa zanotowana temperatura wyniosła –33,9°C a najwyższa +45,0°C. Miesiącem o najwyższych opadach jest czerwiec o średnich opadach wynoszących 121,0 mm, natomiast najniższe opady są w lutym i wynoszą średnio 30,5 mm.